# Metastelma priorii
Metastelma priorii är en oleanderväxtart som beskrevs av Alfred Barton Rendle. Metastelma priorii ingår i släktet Metastelma och familjen oleanderväxter. Inga underarter finns listade i Catalogue of Life.